# Bondelle-sik
Bondelle-sik (Coregonus candidus) är en fiskart som beskrevs av Goll, 1883. Bondelle-sik ingår i släktet Coregonus och familjen laxfiskar. IUCN kategoriserar arten globalt som sårbar. Inga underarter finns listade.